# Nicalon
Nicalon je obchodní značka keramického textilního vlákna japonské firmy Nippon Carbon.
Patent na nicalon byl podán v roce 1975. V roce 1982 byl postaven provoz na roční výrobu 12 tun, v roce 1988 byla jeho kapacita využita na 50 % . Údaje o rozsahu výroby z pozdější doby nebyly dosud publikovány.
Na začátku 21. století se nabízejí k prodeji 3 druhy nicalonu: Nicalon NL, Hi-Nicalon a Hi-Nicalon ´S´.
Vlákno se dodává ve formě příze 200 tex (s 500 jednotl. filamenty), vláken sekaných (chopped) na 1 mm délky, tkanin v plátnové vazbě (16x16 nití/cm) a atlasové vazbě (22x22) a také jako pletenec .

## Vlastnosti
(viz Handbook...)
| Vlastnosti           | Nicalon NL   | Hi-Nicalon | Hi-Nicalon ´S´ |
| Struktura            | β-SiC+SiO2+C | β-SiC+SiO2 | β-SiC          |
| Křemík (Si) %        | 57           | 62         | 69             |
| Uhlík (C) %          | 32           | 37         | 31             |
| Kyslík (O) %         | 12           | 0,5        | 0,25           |
| Hustota (g/cm3)      | 2,55         | 2,74       | 3,10           |
| Pevnost GPa          | 3,0          | 2,8        | 2,6            |
| Modul pruž. GPa      | 220          | 270        | 420            |
| Max. tepel. zátěž °C | 1 200        | 1 500      | 1 500          |
| Cena €/kg (2007)     | 1 000        | 3 250      | 7 000          |

## Použití
Všechny druhy a formy nicalonu slouží jako výztuž vláknových kompozitů. Matrice mohou být polymerové, keramické nebo kovové. Kompozity se používají ke zhotovení součástí strojů s vysokým zatížením horkem nebo chemikáliemi .